# Amanda
Amanda je ženské křestní jméno latinského původu. Vykládá se jako „milovaná, milováníschopná“. Jeho českou obdobou je jméno Milena nebo Miluše.
Podle českého kalendáře má svátek 24. ledna.

## Amanda v jiných jazycích
- Slovensky, německy, anglicky, italsky: Amanda
- Francouzsky: Amande

## Známé nositelky jména
- Amanda Abbington (* 1974), britská herečka
- Amanda Anisimovová (* 2001), americká tenistka
- Amanda Bynesová (* 1986), americká herečka
- Amanda Eliaschová (* 1960), britská fotografka, módní redaktorka a básnířka
- Amanda Hocking (* 1984), americká spisovatelka
- Amanda Lepore (* 1967), americká zpěvačka a herečka
- Amanda Lightfootová (* 1987), britská biatlonistka
- Amanda Mooreová (* 1984), americká herečka, zpěvačka a modelka
- Amanda Palmerová (* 1976), americká zpěvačka a klavíristka
- Amanda Peet (* 1972), americká herečka
- Amanda Righetti (* 1983), americká herečka
- Amanda Seyfriedová (* 1985), americká herečka a zpěvačka
- Amanda Tapping (* 1965), kanadská herečka